# Gloria González Farfán
Gloria Digna González Farfán es una gestora cultural y activista afroperuana. En 2022 el gobierno del Perú la reconoció Personalidad Meritoria de la Cultura a su trayectoria y contribución al desarrollo de la cultura del pueblo afroperuano.
En las elecciones de 2006 postuló al Congreso peruano con el número 32 en las filas de Concertación Descentralista.
Es regidora en la Municipalidad Metropolitana de Lima.